# Engelbert III van der Mark (graaf)
Engelbert III van der Mark (ca. 1333 – Wetter, 21 december 1391) was van 1347 tot aan zijn dood graaf van Mark. Hij behoorde tot het huis Van der Mark.

## Levensloop
Engelbert III was de oudste zoon van graaf Adolf II van der Mark uit diens tweede huwelijk met Margaretha, dochter van graaf Diederik IX van Kleef. 
Na de dood van zijn vader werd hij in 1347 graaf van Mark, een functie waarvoor hij hoofdzakelijk resideerde in de burcht Blankenstein. Vrijwel meteen nadat hij aan de macht was gekomen, raakte Engelberts positie in gevaar, nadat keizer Lodewijk de Beier was gestorven en diens zoon Karel IV zich aan de zijde van de Keulse aartsbisschop Walram van Gulik had geschaard. Deze laatste had als hertog van Westfalen territoriale interesse in de regio. De keizer wendde zich echter al snel af van de geestelijke rijksvorsten en na de dood van Walram in 1349 sloot diens opvolger Willem van Gennep vrede met Engelbert. De aartsbisschop liet de graaf deelnemen aan de Landsvredesbondgenootschap in Westfalen en maakte Engelbert bondgenoot in zijn strijd tegen het graafschap Arnsberg. Als dank hielp de aartsbisschop Engelberts broer Adolf III aan de functie van bisschop van Münster. Na de dood van Willem van Gennep in 1362 slaagde Engelbert erin om Adolf hem te laten opvolgen. Adolf III nam echter al snel ontslag als aartsbisschop omdat hij uitzicht had op de erfenis van het graafschap Kleef. Toen Adolf na de dood van zijn grootoom Jan van Kleef in 1368 dit graafschap verwierf, stond hij zoals afgesproken al zijn landerijen aan de rechterzijde van de Rijn af aan Engelbert, die onder andere Emmerik en het ambt Hetter in zijn bezit kreeg.   
Engelbert hoopte ook het graafschap Arnsberg te verwerven, omdat graaf Godfried IV en zijn echtgenote Anna van Kleef kinderloos bleven. Deze besloot Arnsberg echter te verkopen aan het aartsbisdom Keulen, dat daardoor nog meer invloed kreeg in Westfalen en waardoor de superioriteit van Engelbert in de regio werd voorkomen. De nieuwe aartsbisschop, Frederik III van Saarwerden, begon ook in te gaan tegen de macht van Engelbert III en Adolf III. Via Anna van Kleef verwierf hij het erfrecht op Kleef en hij liet zich door keizer Karel IV verschillende rechten toekennen, zoals de voogdij over het Sticht Essen en het erfloze nalatenschap over de Keulse leengoederen in Kleef.
In 1376-1377 kwam het opnieuw tot een gewapend conflict tussen het aartsbisdom Keulen en de twee broers. Deze oorlog werd in 1381 tijdelijk onderbroken door een wapenstilstand, maar ging door tot Engelberts dood in 1391. Hij stierf in de burcht van Wetter aan de pest en werd bijgezet in de kloosterkerk van Fröndenberg.
Aangezien Engelbert geen mannelijke nakomelingen had, werd hij als graaf van Mark opgevolgd door zijn jongere broer Adolf III. Die sloot, in ruil voor aanzienlijke toegevingen, vrede met de aartsbisschop.

## Huwelijken en nakomelingen
Rond 1354 huwde Engelbert III met Richardis (overleden in 1360), dochter van hertog Willem VI van Gulik. Ze kregen een dochter Margaretha (overleden in 1410), die in 1375 huwde met graaf Filips X van Falkenstein-Münzenberg. In 1381 huwde hij met zijn tweede echtgenote Elisabeth van Spanheim (overleden in 1416), dochter van graaf Simon III van Vianden. Dit huwelijk bleef, voor zover bekend, kinderloos.